# Kriegskommissar

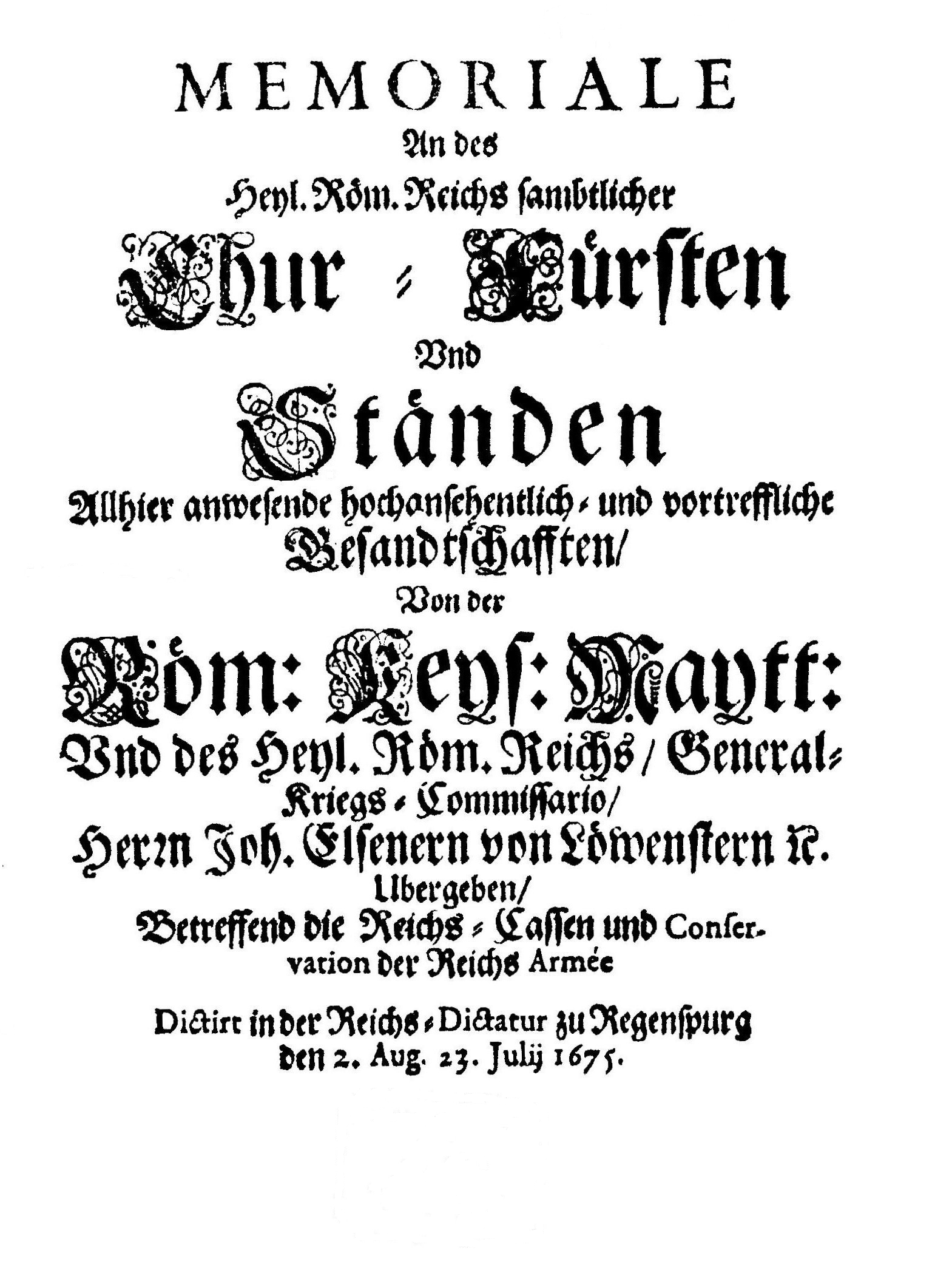
Titelblatt des Memorials des Kaisers und des Reichs-Generalkriegskommissars Johann Elsener von Löwenstern an die deutschen Reichsstände, Regensburg 1675

Der Kriegskommissar oder Kriegskommissär war ein Amtsträger, der in Europa vor allem seit der 2. Hälfte des 17. Jahrhunderts große Bedeutung erlangte. Neue Aufgaben der Ressourcenextraktion im Kontext der aufkommenden stehenden Heere spiegelten absolutistische Tendenzen der Zeit wider.

## Aufgaben
Er war in den Armeen früherer deutscher Staaten ein Militärbeamter, der im Krieg dem Intendanten untergeordnet und für die Verpflegung der Truppen zuständig war. 1704: der „krieges-commissarius stehet unter des ober-commissarii comando und mustert nicht allein die trouppen, sondern verschaffet auch die bezahlung“. Außerdem hatte er die Aufgabe, die Anlage und den Transport der Magazine zu organisieren und erforderliche Transportmittel und Vorräte zu beschaffen, soweit dies nicht besonderen Truppenteilen oder Formationen übertragen war.
1715 wurde in folgende Rangstufen unterschieden („der kriegs-commissarien giebet es unterschiedene arten“):
1. general-kriegs-commissarios (Generalkriegskommissar), welche 1. die bezahlung der voelcker (Divisionen) zu thun, 2. derer musterung vorzunehmen, 3. rechnung und rollen zu fuehren, 4. den eyd von den officiren zu nehmen, 5. die montirung einzurichten etc. haben; und ist ihr amt nach des general-lieutenants zwar nicht das vornehmste, dennoch das wichtigste.
2. regiments-commissarios (Regimentskommissar), welche von dem general-commissario dependiren und im uebrigen bey jedem regiment dasjenige zu verrichten haben, was der general-commissarius bey der gantzen armee.
3. marsch-commissarios (Marschkommissar), welche denen marschirenden trouppen die marsch-route und qvartiere anweisen; und weil sie des landes, durch welches der marsch gehet, muessen kuendig seyn, so nimmt man einen inwohner und sonderlich einen solchen dazu, der irgends vormahlen im kriege gewesen und mit soldaten umzugehen weiß.[1]

Anfang des 20. Jahrhunderts bestand diese Einrichtung nicht mehr. Die Aufgaben gingen auf die Feldintendantur und das Etappenwesen über.

## Königreich Preußen
Unter Verwendung des Substantivs Kriegskommissar kam es in deutschsprachigen Ländern zu zahlreichen Wortschöpfungen. So trug beispielsweise unter Friedrich Wilhelm I. (1688–1740) von Preußen der Amtssitz der Militärverwaltung in seinen Ländern die Bezeichnung Kriegskommissariat oder Amtskammer. Selbige wurden im Zuge einer Verwaltungsreform in Kriegs- und Domänenkammern zusammengefasst. So entstand beispielsweise in der Provinz Pommern die Pommersche Kriegs- und Domänenkammer in Stettin.

## Russisches Kaiserreich

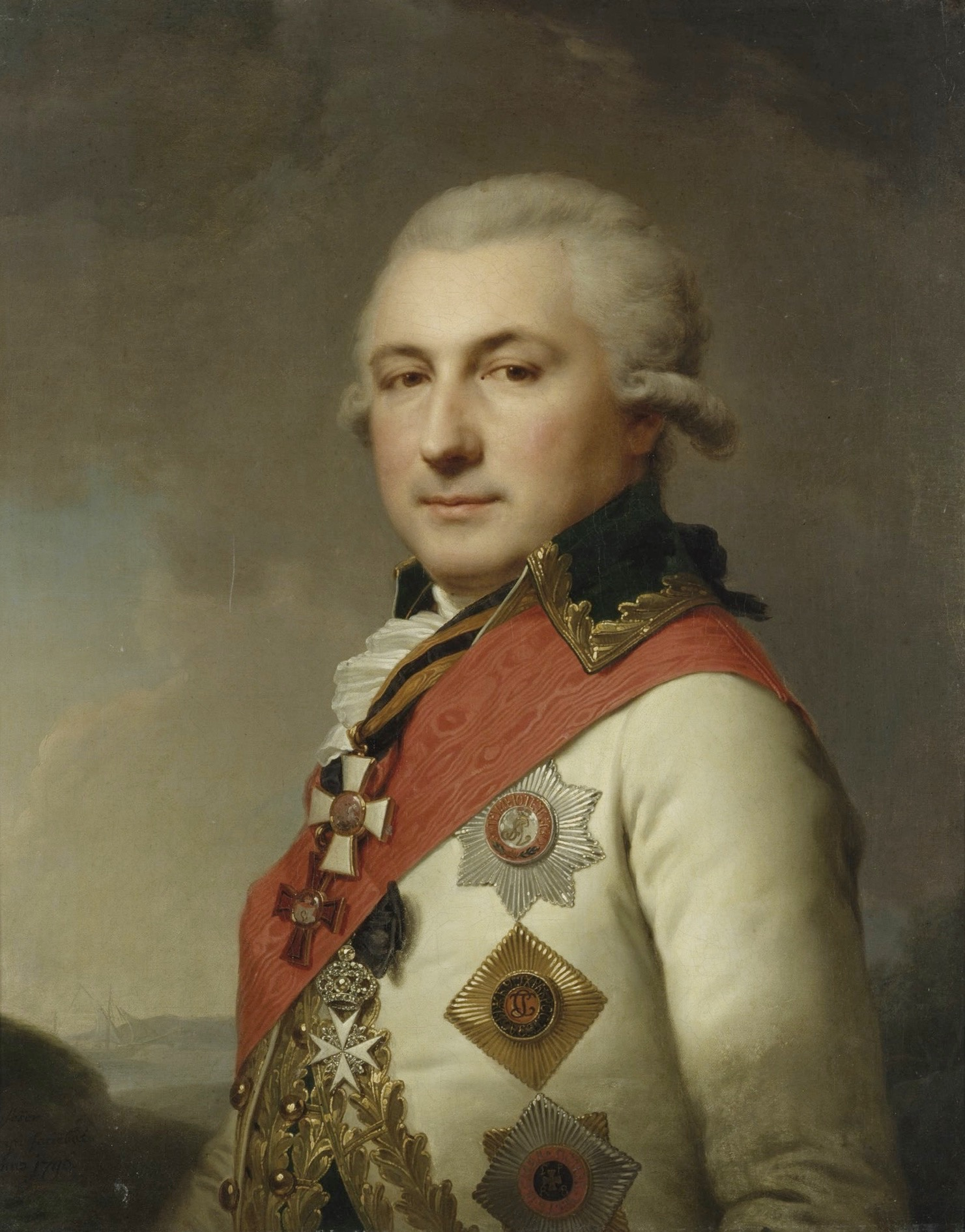
Jose de Ribas, Generalkriegskommissar der Kaiserlich Russischen Marine

Kriegskommissar (Originalbezeichnung russisch Кригскомиссар / Krigskomissar) – war eine militärische Dienststellung (eingeführt um 1707) und zugleich ein Dienstgrad (ab 1722) im Bereich der Verwaltung der Streitkräfte im Zarentum Russland bzw. Russischen Kaiserreich. Der Kriegskommissar war bis etwa 1868 der Bevollmächtigte der Streitkräfte unter anderem bezüglich Logistik, Bekleidung, Finanzwesen, Handwaffen, Nachschub, Hospitalwesen etc.

Gemäß Rangtabelle entsprach er der Rangklasse K7 und war im Heer dem Oberstleutnant (Podpolkownik) bzw. in der Marine dem Fregattenkapitän (Kapitan wtorowo ranga) gleichgestellt.
Rangfolge K7 bis K2 gemäß Rangtabelle:
- Kriegskommissar – Rangklasse K7
- Oberkriegskommissar (Ober-krigskomissar) – Rangklasse K6
- Ster Kriegskommissar (Schter-krigskomissar) – Rangklasse K5
- Oberster Kriegskommissar (Ober-schter-krigskomissar) – Rangklasse K4
- Generalkriegskommissar – Rangklasse K3
- Generalbevollmächtigter Kriegskommissar (General-plenipotenziar-krigs-komissar) – Rangklasse K2

## Habsburgermonarchie
In der Hofkriegsratsinstruktion von 1650 wird das Generalkriegskommissariat erstmals als feststehende Behörde auch in Friedenszeiten genannt, und zwar zunächst in Unterstellung unter den Hofkriegsrat (ebenso in der Hofkriegsratsordnung von 1668).

## Sozialistische Staaten
In Streitkräften sozialistischer Staaten sowie auch schon im Spanischen Bürgerkrieg wurden die Politoffiziere auch Kriegskommissare genannt.